# Grand Prix Monako 1937
Grand Prix Monako 1937 (oryg. IX Grand Prix de Monaco) – jeden z wyścigów Grand Prix rozegranych w 1937 roku oraz trzecia eliminacja Mistrzostw Europy AIACR.

## Lista startowa
Na niebieskim tle kierowcy, którzy nie wzięli udziału w kwalifikacjach, lecz współdzielili samochód w czasie wyścigu
| Nr | Kierowca                | Zespół             | Samochód           | Silnik                |   |
| -- | ----------------------- | ------------------ | ------------------ | --------------------- | - |
| 2  | Bernd Rosemeyer         | Auto Union AG      | Auto Union C       | Auto Union 6.0 V-16   | ? |
| 4  | Hans Stuck              | Auto Union AG      | Auto Union C       | Auto Union 6.0 V-16   | ? |
| 4  | Bernd Rosemeyer         | Auto Union AG      | Auto Union C       | Auto Union 6.0 V-16   | ? |
| 6  | Rudolf Hasse            | Auto Union AG      | Auto Union C       | Auto Union 6.0 V-16   | ? |
| 8  | Rudolf Caracciola       | Daimler-Benz AG    | Mercedes-Benz W125 | Mercedes-Benz 5.7 S-8 | ? |
| 10 | Manfred von Brauchitsch | Daimler-Benz AG    | Mercedes-Benz W125 | Mercedes-Benz 5.7 S-8 | ? |
| 12 | Christian Kautz         | Daimler-Benz AG    | Mercedes-Benz W125 | Mercedes-Benz 5.7 S-8 | ? |
| 14 | Goffredo Zehender       | Daimler-Benz AG    | Mercedes-Benz W125 | Mercedes-Benz 5.7 S-8 | ? |
| 18 | Raymond Sommer          | prywatny           | Alfa Romeo 8C-35   | Alfa Romeo 3.8 S-8    | ? |
| 20 | László Hartmann         | prywatny           | Maserati 8CM       | Maserati 3.0 S-8      | ? |
| 22 | Antonio Brivio          | Scuderia Ferrari   | Alfa Romeo 12C-36  | Alfa Romeo 4.1 V-12   | ? |
| 24 | Giuseppe Farina         | Scuderia Ferrari   | Alfa Romeo 12C-36  | Alfa Romeo 4.1 V-12   | ? |
| 26 | Carlo Maria Pintacuda   | Scuderia Ferrari   | Alfa Romeo 8C-35   | Alfa Romeo 3.8 S-8    | ? |
| 28 | Clemente Biondetti      | Scuderia Maremmana | Maserati 6C-34     | Maserati 3.7 S-6      | ? |
| 30 | Luigi Soffietti         | prywatny           | Maserati 6C-34     | Maserati 3.7 S-6      | ? |
| 32 | Hans Rüesch             | prywatny           | Alfa Romeo 8C-35   | Alfa Romeo 3.8 S-8    | ? |
| Nr | Kierowca                | Zespół             | Samochód           | Silnik                |   |

## Wyniki

### Kwalifikacje
Źródło: teamdan.com
| Poz. | Nr | Kierowca                | Konstruktor   | Czas    | Poz. s. |
| ---- | -- | ----------------------- | ------------- | ------- | ------- |
| 1    | 8  | Rudolf Caracciola       | Mercedes-Benz | 1:47,5, | 1       |
| 2    | 10 | Manfred von Brauchitsch | Mercedes-Benz | 1:48,4  | 2       |
| 3    | 2  | Bernd Rosemeyer         | Auto Union    | 1:49,0  | 3       |
| 4    | 4  | Hans Stuck              | Auto Union    | 1:49,2  | 4       |
| 5    | 12 | Christian Kautz         | Mercedes-Benz | 1:49,7  | 5       |
| 6    | 6  | Rudolf Hasse            | Auto Union    | 1:51,6  | 6       |
| 7    | 14 | Goffredo Zehender       | Mercedes-Benz | 1:53,3  | 7       |
| 8    | 24 | Giuseppe Farina         | Alfa Romeo    | 1:53,4  | 8       |
| 9    | 26 | Carlo Maria Pintacuda   | Alfa Romeo    | 1:55,6  | 9       |
| 10   | 32 | Hans Rüesch             | Alfa Romeo    | 1:55,8  | 10      |
| 11   | 22 | Antonio Brivio          | Alfa Romeo    | 1:56,7  | 11      |
| 12   | 18 | Raymond Sommer          | Alfa Romeo    | 1:57,6  | 12      |
| 13   | 20 | László Hartmann         | Maserati      | 2:03,2  | 13      |
| 14   | 30 | Luigi Soffietti         | Maserati      | 2:04,9  | 14      |
| 15   | 28 | Clemente Biondetti      | Maserati      | 2:10,4  | 15      |
| Poz. | Nr | Kierowca                | Konstruktor   | Czas    | Poz. s. |

### Wyścig

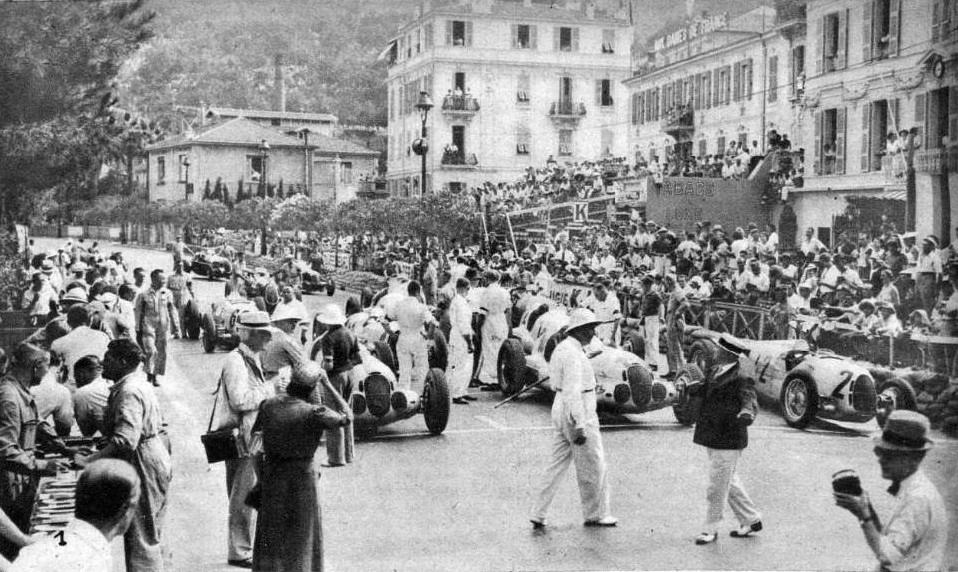
Start wyścigu

Źródło: kolumbus.fi
| P                 | + / –     | Nr | Kierowca                   | Konstruktor   | Okr. | Czas / Strata                    | Komentarz              |
| ----------------- | --------- | -- | -------------------------- | ------------- | ---- | -------------------------------- | ---------------------- |
| 1                 | 1         | 10 | Manfred von Brauchitsch    | Mercedes-Benz | 100  | 3h07:23,9                        |                        |
| 2                 | 1         | 8  | Rudolf Caracciola          | Mercedes-Benz | 100  | +1:24,3                          |                        |
| 3                 | 2         | 12 | Christian Kautz            | Mercedes-Benz | 98   | +2 okr                           |                        |
| 4                 | Bez zmian | 4  | Hans Stuck Bernd Rosemeyer | Auto Union    | 97   | +3 okr                           | Samochód współdzielony |
| 5                 | 2         | 14 | Goffredo Zehender          | Mercedes-Benz | 97   | +3 okr                           |                        |
| 6                 | 2         | 24 | Giuseppe Farina            | Alfa Romeo    | 97   | +3 okr                           |                        |
| 7                 | 5         | 18 | Raymond Sommer             | Alfa Romeo    | 95   | +5 okr                           |                        |
| 8                 | 2         | 32 | Hans Rüesch                | Alfa Romeo    | 92   | +5 okr                           |                        |
| 9                 | Bez zmian | 26 | Carlo Maria Pintacuda      | Alfa Romeo    | 87   | +13 okr                          |                        |
| Niesklasyfikowani |           |    |                            |               |      |                                  |                        |
|                   |           | 20 | László Hartmann            | Maserati      | 69   | Silnik                           |                        |
|                   |           | 28 | Clemente Biondetti         | Maserati      | 27   | Silnik                           |                        |
|                   |           | 22 | Antonio Brivio             | Alfa Romeo    | 21   | Radiator                         |                        |
|                   |           | 2  | Bernd Rosemeyer            | Auto Union    | 19   | Uszkodzenie układu sterowniczego |                        |
|                   |           | 30 | Luigi Soffietti            | Maserati      | 3    | Przewód paliwowy                 |                        |
|                   |           | 6  | Rudolf Hasse               | Auto Union    | 1    | Wypadek                          |                        |
| P                 | + / –     | Nr | Kierowca                   | Konstruktor   | Okr. | Czas / Strata                    | Komentarz              |

### Najszybsze okrążenie
Źródło: teamdan.com
| Nr | Kierowca          | Konstruktor   | Czas   | Okr. |
| -- | ----------------- | ------------- | ------ | ---- |
| 8  | Rudolf Caracciola | Mercedes-Benz | 1:46,5 |      |